# Pujiang (Minhang)
Pujiang (chinesisch 浦江, Pinyin Pǔjiāng; im Shanghai-Dialekt: Phugaon) ist eine Großgemeinde im Bezirk Minhang von Shanghai in China. Darin gelegen, die Pujiang New Town, eine Planstadt im italienischen Architekturstil, die gelegentlich als „Città di Pujiang“ bezeichnet wird. Pujiang umfasst auch Zhaojialou (chinesisch 召稼楼, Pinyin Zhàojiàlóu; im Shanghai-Dialekt: Tsogalheu), eine alte Wasserstadt, die nach und nach dem Ausbau des Technologieparks Caohejing Pujiang und dem Zentrum der Nationalen Zivilluftfahrtindustrie weicht.
Pujiang ist 102 km² groß, hatte im Jahr 2008 101.900 gemeldete Einwohner und liegt am Ostufer des Huangpu Jiang mitten in Shanghai. Pujiang ist über die Linie 8 der Metro Shanghai angebunden, die 2009 nach Süden erweitert wurde.

## Die Planstadt
Pujiang New Town ist ein Teil des Projekts One City, Nine Towns, aus dem Jahr 2001 und im Fünfjahresplan der Volksrepublik China (2001–2005) war. Darin bekam jeder Stadtbezirk von Shanghai eine neue Planstadt mit eigenem westlichem Thema. Pujiang bekam die Planstadt des Bezirks Minhang in italienischem Stil. Weitere Themen waren Luodian (skandinavisch), Thames Town (englisch), Fengcheng (spanisch), Gaoqiao (niederländisch) und Anting (deutsch).
Die italienischen Architekten von Gregotti Associati planten die neue Quadratestadt in einer Gesamtfläche über 15 km². Ein 2,6 km² großer Abschnitt im Norden der Stadt wurde von Highpower-OCT Investment mitentwickelt. In diesem Teil gibt es Gartenvillen, einen italienischen Palast und eine Piazza mit Glockenturm. Allerdings wurde diese italienische Architektur nicht im inzwischen hochverdichteten südöstlichen Teil der Stadt verwendet, in den Leute im Zuge der World Expo 2010 in Shanghai vertrieben wurden. Bis 2010 hatte die neue Planstadt offiziell rund 50.000 Einwohner. Die Bauarbeiten waren im März 2012 noch nicht beendet.

## Zhaojialou
Zhaojialou ist eine alte Wasserstadt, die umfangreichen Umbau- und Renovierungsmaßnahmen unterzogen wurde. Nach dreijähriger Wiederherstellung wurde im Jahr 2010 eine von drei Bauphasen abgeschlossen.

## Wirtschaft
Der Technologiepark Caohejing ist ein Industriegebiet mit einer Fläche von 10,7 km². Er wurde erweitert um den Caohejing Exportbereich, den Pujiang Intelligence Valley Business Park und die Shanghai National 863 Software Inkubator Base.
Das Zentrum der Nationalen Zivilluftfahrtindustrie wurde 2007 gegründet mit dem Ziel der Schaffung eines Luft- und Raumfahrtforschungsentwicklungszentrums, eines Luftfahrtindustrieparks und eines Luftfahrtmuseums.
Der Garten Moderne Landwirtschaft Shanghai Minhang wurde in Pujiang im Jahr 2000 eröffnet. Er hat eine Fläche von 27 km².